# Роднянский, Александр Ефимович
Алекса́ндр Ефи́мович Родня́нский (укр. Олександр Юхимович Роднянський; род. 2 июля 1961, Киев, УССР, СССР) — советский и украинский режиссёр, продюсер и сценарист, медиаменеджер, основатель телеканала «1+1». Возглавлял корпорацию «СТС Медиа» и вывел её на американскую биржу NASDAQ.
Четырёхкратный номинант на премию Американской киноакадемии «Оскар». Многократный призёр Каннского кинофестиваля, обладатель американской премии «Золотой глобус» и национальной кинопремии Франции «Сезар». Трёхкратный лауреат премии Российской академии кинематографических искусств «Ника»; лауреат 15 премий Академии российского телевидения «ТЭФИ»; четырёхкратный лауреат премии российской академии кинематографических искусств «Золотой орёл». Трёхкратный обладатель премии «GQ Человек года» (в номинации «Продюсер года»). Заслуженный деятель искусств Украины (1998). Член Европейской киноакадемии, член Азиатско-Тихоокеанской киноакадемии. Член Американской академии кинематографических искусств и наук с июня 2016 года. Входит в рейтинг 500 наиболее влиятельных людей мировой киноиндустрии по версии международного издания Variety.

## Биография

### Начало карьеры
Родился 2 июля 1961 года в Киеве, в семье кинематографистов.

### Образование
Окончил факультет кинорежиссуры Киевского национального университета театра, кино и телевидения имени И. К. Карпенко-Карого (мастерская режиссёра Феликса Соболева). В 1983 году пришёл кинорежиссёром на студию «Киевнаучфильм». Документальные фильмы Роднянского были отмечены международными и российскими наградами. Среди его работ: «Усталые города», «Миссия Рауля Валленберга», «Свидание с отцом», «Прощай, СССР. Фильм I. Личный», «Прощай, СССР. Фильм II».

### Работа на телевидении
С 1990 по 1994 год работал продюсером и режиссёром ведущего немецкого телеканала ZDF.
Вернувшись на Украину, Роднянский на базе ранее государственного первого канала создал в 1995 году первый независимый украиноязычный телеканал «1+1», под его руководством ставший лидером национального телевизионного вещания.
На «1+1» впервые для украинского телевидения были представлены новые жанры и форматы: международный тележурнал «Телемания», политическое ток-шоу «Табу», жёсткие политические дебаты «5 на 5», знаменитое юмористическое ток-шоу «СВ-шоу», а также показы лучших фильмов мировой коллекции кинематографа (фильмы Мартина Скорсезе, Серджио Леоне, Питера Гринуэйя, Джима Джармуша и др.), американские телесериалы — «Династия», «Мелроуз плейс», «Беверли Хиллз 90210», «Детектив Нэш Бриджес». Спустя несколько месяцев после запуска каналов первые исследования продемонстрировали высокие телевизионные рейтинги: доля аудитории старше четырёх лет составила больше 35 %. Была запущена телеигра «Первый миллион» — украинская версия знаменитого международного формата «Кто хочет стать миллионером?», а также шоу «Танцы со звёздами».
В 1997 году Роднянский продал 30 % акций канала за 22 млн долларов компании Central European Media Enterprises.
В 1998 году телеканал «1+1» совместно с «НТВ-Профит» снял первый на постсоветском пространстве сериал о жизни эпохи 90-х — «День рождения Буржуя» (автор сценария — Юрий Рогоза, режиссёр — Анатолий Матешко). Проект стал своего рода первый попыткой освоения новой жизни в сериальной форме и покорил аудиторию своей современностью и узнаваемостью — доля аудитории «1+1» составила 60 %.
В ноябре 1999 года Роднянскому поступило предложение от Бориса Березовского стать генеральным продюсером ОРТ, но тот отказался, не желая покидать «1+1».
В 2002 году Роднянский покинул пост генерального директора «1+1», оставшись при этом председателем совета директоров до 2006 года и владельцем до 2008 года, когда он продал свои акции американской компании CME (Central European Media Enterprises) за 220 млн долларов.
В 2002 году он принял приглашение акционеров канала СТС переехать в Москву и возглавить телеканал. С 2004 года Роднянский возглавил весь телевизионный холдинг «СТС Медиа».
Под руководством Роднянского к 2006 году, по данным TNS/Gallup Media, средняя доля СТС составляла 10,2 %. Успех каналу принесли сериалы «Бедная Настя», «Не родись красивой» и «Моя прекрасная няня», сделавшие его самым главным развлекательным каналом страны. В 2005 году был запущен телеканал «Домашний». В 2006 году «СТС Медиа» стала первой российской компанией, акции которой стали торговаться на бирже NASDAQ. Период постоянного роста завершился осенью 2006 года, рейтинги канала пошли вниз. В 2007 году в эфир выходит ситком «Папины дочки», который становится одним из самых рейтинговых ситкомов телеканала.
В 2008 году Роднянский отходит от оперативного управления холдингом, сохраняя за собой пост президента компании. До 2009 года продолжает принимать участие в делах компании, оставаясь членом совета директоров и акционером. На момент ухода Роднянского, «СТС Медиа» является одним из крупнейших публичных медиахолдингов Европы с пятью телеканалами в трех странах и рыночной капитализацией свыше $4 млрд.
В 2009 году, как продюсер, Роднянский предложил медиахолдингу «Национальная Медиа Группа» несколько телепроектов, что было воспринято компанией «СТС Медиа» как работа на конкурента (чего Роднянский по контракту не мог делать в течение двух лет после ухода из «СТС Медиа»), в результате чего ему пришлось отказаться от трети причитающихся ему акций «СТС Медиа» и опционов. В марте 2010 года Роднянский был официально назначен председателем экспертного совета «Национальной Медиа Группы». Под его руководством произошёл перезапуск телеканалов «РЕН ТВ» и «Пятый канал». Начиная с 2011 года, Роднянский полностью сосредоточился на продюсировании кино- и телеконтента.

### Работа в киноиндустрии
Роднянский — продюсер более 30 художественных фильмов и 20 сериалов, в числе которых картины «Восток-Запад» (1999 год), «Водитель для Веры» (2004), «9-я рота» (2005), «Питер FM» (2006), «Жара» (2006), «Обитаемый остров» (2008 год).
В 2004 году Роднянский приобретает кинофестиваль «Кинотавр» и возглавляет его попечительский совет. В 2008 году Роднянского приглашают в жюри Берлинского кинофестиваля.
Роднянский является соучредителем и председателем Германо-российской киноакадемии, членом Европейской киноакадемии, Национальной академии кинематографических искусств и наук России «Золотой орёл», российской киноакадемии «Ника», Правления Академии Российского Телевидения, ассоциированным членом Международного Совета Национальной Академии телевизионного искусства (США), заслуженным деятелем искусств Украины, председателем жюри Таллинского и Ереванского кинофестивалей, фестиваля Артдок/Москва.
Четыре фильма продюсера Роднянского были номинированы на премию «Оскар» в категории «Лучший иностранный фильм»: фильм «1001 рецепт влюбленного кулинара» (режиссёр — Нана Джорджадзе, 1996 год), фильм «Восток-Запад» (режиссёр — Режис Варнье, 2000 год), фильм «Левиафан» (режиссёр — Андрей Звягинцев, 2015 год), фильм «Нелюбовь» (режиссёр — Андрей Звягинцев, 2017 год).
В 2009 году Роднянский создал управляющую компанию A.R. Films, которая объединяет кинопроизводственную компанию «Нон-стоп продакшн», разработчика и оператора игровой платформы GameNet и издателя русскоязычных компьютерных игр компанию Syncopate, крупнейшего прокатчика независимого кино — компанию «Кино без границ» и Российский открытый фестиваль «Кинотавр».
В 2009 году в прокат выходит скандальный фильм Павла Бардина о русских скинхэдах «Россия 88», одним из продюсеров которого, выступил Александр Роднянский. Фильм был включён в программу «Панорама» Берлинского кинофестиваля. В 2011 году Роднянский спродюсировал экспериментальную картину Павла Костомарова и Александра Расторгуева «Я тебя люблю», премьера которой состоялась на кинофестивале в Роттердаме.
В 2011 году Роднянский выступил продюсером фильма Билли Боба Торнтона «Машина Джейн Мэнсфилд», премьера которого состоялась в конкурсе 62-го Берлинского международного кинофестиваля и фильма «Елена» режиссёра Андрея Звягинцева. «Елена» выиграла специальный приз жюри каннской программы «Особый взгляд» и премию «Золотой орёл», а работа Звягинцева была отмечена и «Никой», и «Золотым орлом». В 2012 году Роднянский совместно с Робертом Родригесом продюсирует съёмки сиквелов «Города Грехов» и «Мачете». В 2012 году Роднянский выступил сопродюсером фильма Тома Тыквера и Энди и Ланы Вачовски «Облачный Атлас».
В 2013 году на экраны выходит новый фильм режиссёра Фёдора Бондарчука и продюсера Александра Роднянского «Сталинград», собравший в российском прокате $51,76 млн и ставший самым кассовым российским фильмом десятилетия. «Сталинград» стал первым российским фильмом вышедшим в формате IMAX 3D. Мировые сборы фильма, по данным сайта «КиноПоиск», составили $68,2 млн. Международная премьера «Сталинграда» состоялась в рамках Международного кинофестиваля в Риме. 31 октября 2013 «Сталинград» вышел в прокат в Китае, установив абсолютный рекорд по сборам иностранного фильма (не произведенного в США или Европе). Общие сборы «Сталинграда» в Китае составили $11,5 млн.
В 2013 году в издательстве «Манн, Иванов и Фербер» вышла в свет книга Роднянского «Выходит продюсер». «Искренний, доверительный рассказ человека о своей жизни, насыщенной действием, смелыми идеями, интенсивной борьбой за собственные решения, встречами с удивительными людьми из разных эпох и на разных континентах», — пишет Андрей Звягинцев в предисловии к первому изданию. В декабре 2015 года издательство «Манн, Иванов и Фербер» выпускает второе, дополненное издание книги с дополнительными главами, посвящёнными фильмам «Сталинград» и «Левиафан».
В 2014 году в конкурсной программе 67-го Каннского международного кинофестиваля состоялась премьера фильма «Левиафан» режиссёра Андрея Звягинцева и продюсера Александра Роднянского. «Левиафан» был встречен блистательными отзывами прессы и получил приз за «Лучший сценарий». В октябре 2014 года «Левиафан» получил главный приз лондонского кинофестиваля BFI. В январе 2015 года фильм был удостоен премии «Золотой глобус». «Левиафан» также был номинирован на премию Американской киноакадемии «Оскар», но уступил фильму Павла Павликовского «Ида».
В 2015 году стал куратором факультета «Продюсирование» в Московской школе кино.
В 2017 году в конкурсной программе 70-го Каннского международного кинофестиваля состоялась премьера фильма «Нелюбовь» режиссёра Андрея Звягинцева и продюсера Александра Роднянского. «Нелюбовь» получила Приз жюри. В России премьера состоялась 1 июня 2017 года. В 2018 году фильм был номинирован на премии «Оскар» и «Золотой глобус» в категории «Лучший фильм на иностранном языке», премию BAFTA в категории «Лучший фильм не на английском языке». Во Франции «Нелюбовь» стала первым российским фильмом в истории, выигравшим премию «Сезар» за лучший фильм на иностранном языке.
В 2018 году Александр Роднянский выступил продюсером фильма режиссёров Наташи Меркуловой и Алексея Чупова «Человек, который удивил всех». Фильм получил приз за лучшую женскую роль Наталье Кудряшовой в рамках программы «Горизонты» Венецианского кинофестиваля в 2018 году.
В 2019 году в программе «Особый взгляд» 72-го Каннского международного кинофестиваля состоялась премьера фильма «Дылда» режиссёра Кантемира Балагова и продюсера Александра Роднянского. Фильм получил приз за лучшую режиссуру в программе «Особый взгляд», а также приз ФИПРЕССИ с формулировкой «За невероятную эстетику киноязыка и уникальную историю о послевоенной травме». Показы фильма «Дылда» состоялись на кинофестивале Теллурайд, лондонском кинофестивале BFI, кинофестивале в Сан-Себастьяне, а также в программе «Современное мировое кино» на кинофестивале в Торонто. 24 сентября российский оскаровский комитет выдвинул фильм «Дылда» на соискание премии американской киноакадемии «Оскар».
В 2021 году международная онлайн-платформа Apple TV+ объявила о начале стратегического сотрудничества с Александром Роднянским. Речь идет о так называемом договоре first-look, который в обмен на определённые гарантии со стороны Apple, предоставляет глобальному стримингу право первому выбирать проекты, разрабатываемые Роднянским, для производства и показа. Компания Роднянского AR Content стала первой компанией за пределами США и Великобритании, заключившей подобное соглашение с Apple TV+. Александр Роднянский объявил о приостановке или закрытии всех своих российских проектов. Он намерен сосредоточиться на развитии своей американской компании AR Content, которая разрабатывает художественные и документальные фильмы и сериалы на английском и других языках. Среди заявленных проектов AR Content — сериал «Хан», разрабатываемый совместно с Fox Entertainment, и сериал «Красная радуга», режиссёром которого выступит номинированный на Эмми американский режиссёр и оператор Андрий Парекх.
В мае 2022 года стало известно, что компания Роднянского AR Content работает над сериалом «Вся кремлёвская рать», задуманным в стиле «Карточного домика», по одноимённой книге Михаила Зыгаря о политической жизни в России, начиная с прихода к власти Владимира Путина.

### Общественная деятельность и политические убеждения
Александр Роднянский работал в России последние двадцать лет, но никогда не получал российского гражданства и по-прежнему является гражданином Украины. На Украине проживают многие его родственники и друзья.
В одном из интервью в 2014 году Роднянский обозначил свою позицию по поводу аннексии Крыма. По его мнению, потеря полуострова в 1992 году оказалась глубочайшей психологической травмой для российского общества в новейшей истории, и в общественном сознании аннексия Крыма воспринималось как некая неизбежность. Тем не менее Роднянский был убежден, что война между Россией и Украиной невозможна. В 2015 году он говорил, что видит недостатки политической системы в обеих странах и сожалеет о том, что культура и телевидение на Украине так же контролируются государством, как и в России.
В 2019 году Роднянский критиковал внутреннюю цензуру в России и нарастающую в ней тенденцию к самоизоляции от мира.
В апреле 2020 года Нон-Стоп Продакшн Александра Роднянского была исключена из официального списка кинокомпаний-лидеров Фонда кино, то есть компании было отказано в дальнейшем получении поддержки от государства на создание фильмов.
В первые дни войны Роднянский публично выступил против военных действий на Украине. В своих интервью крупнейшим международным изданиям — Le Monde, Financial Times, Variety, Deadline, Screen International — он неоднократно призывал к прекращению огня и скорейшему установлению мира.
По данным Jerusalem Post, Роднянский сыграл значимую роль в привлечении российского миллиардера Романа Абрамовича к процессу мирных переговоров между Россией и Украиной. Позднее об этом также сообщили английские и американские СМИ, включая Sky News и Financial Times. Роднянский отметил, что Абрамович не может влиять на решения российского правительства, но он оказался одним из очень немногих представителей элиты, кто согласился помочь.
В связи с публичной антивоенной позицией Роднянского министр обороны России Сергей Шойгу направил официальное обращение министру культуры РФ Ольге Любимовой с просьбой исключить продюсера и его проекты «из культурной повестки России». В письме, опубликованном на латвийском ресурсе The Insider, также фигурировал Владимир Зеленский. Александр Роднянский публично ответил, что не нуждается в поддержке от российского государства и беспокоится не о собственном «исключении из повестки», а об авторах спродюсированных им фильмов, среди которых Андрей Звягинцев, Кира Коваленко, Кантемир Балагов и многие другие.
Роднянский не только выступил против войны и существующего в России режима, но и в колонке для Financial Times также призвал западные страны не бойкотировать россиян, выступающих против происходящего, вынужденных покинуть страну или оказавшихся в ловушке внутри страны. Сам он с 1 марта 2022 года больше не живёт в России.
Как президент российского кинофестиваля «Кинотавр» в марте 2022 года объявил о том, что впоследствии форум проводиться не будет, пояснив, что в России «нельзя говорить о фестивалях, когда страна ведёт агрессивную войну».
21 октября 2022 года Министерством юстиции России внесён в список физических лиц «иностранных агентов».
17 мая 2023 года Басманный суд Москвы заочно арестовал Роднянского по статье о «военных фейках» о российской армии по мотивам политической ненависти (п. «д» ч. 2 ст. 207.3 УК РФ) за его последовательную и публичную антивоенную позицию.
21 октября 2024 года заочно приговорён за распространение фейков про российскую армию к 8 годам 6 месяцам лишения свободы в исправительной колонии общего режима. Уголовное дело рассматривалось судом в общем порядке уголовного судопроизводства в отсутствие подсудимого, находящегося в международном розыске. Также суд лишил его права заниматься деятельностью, связанной с администрированием сайтов электронных или информационно-телекоммуникационных сетей, в том числе сети «Интернет», сроком на 4 года. Роднянский законность решения суда не признал.

Уже после оглашения приговора в своём Instagram он написал:
«С приговором» я категорически не согласен. Законность суда над собой, как и законность существования абсолютно абсурдной статьи «за военные фейки» не признаю… Посты о войне я пишу почти ежедневно с 24 февраля 2022 года. И продолжу писать».
В своём заявлении продюсер отметил, что власти РФ возбудили против него «политическое дело».

## Семья
Отец — Ефим Наумович Фридман (1937—1977), был главным инженером Украинской киностудии хроникально-документальных фильмов.
Мать — Лариса Зиновьевна Роднянская (1938—2004), была киноведом, продюсером, а также создателем и директором киностудии «Контакт» Союза кинематографистов Украины.
Дед — Зиновий Борисович Роднянский, был сценаристом и главным редактором Украинской киностудии хроникально-документальных фильмов (двоюродная сестра Зиновия Роднянского — известный кинорежиссёр Эсфирь Шуб);
Двоюродная тётя — Ирина Роднянская, российский литературный критик и литературовед, лауреат Пушкинской и Солженицынской премий.
Двоюродный дядя — Лазарь Маркович Роднянский (1915—1971), советский авиаконструктор, инженер, лауреат Ленинской премии за создание реактивного стратегического бомбардировщика М-4.
Жена — Валерия Роднянская, учёный-химик, журналист, галерист, продюсер. Окончила Киевский национальный политехнический университет (специальность — химическая кибернетика), кандидат химических наук. После окончания Дюссельдорфского университета (media studies) работала журналистом на украинском телеканале 1+1, писала для украинских и российских печатных изданий. Продюсирует телевизионные программы и документальные фильмы для российских телевизионных каналов и онлайн-платформ («Кино в деталях», «Рогов в деле» и др.) Создатель галереи Shaltai Editions.
- Сын — Александр Александрович Роднянский-младший (род. 1985), учёный-экономист, автор многочисленных научных статей. Окончил Лондонскую школу экономики и докторантуру Принстонского университета. Доктор экономических наук, профессор Кембриджского университета. С октября 2019 года — главный экономический советник президента Украины Владимира Зеленского[58]. С 2008 по 2022 год был женат на российской актрисе Янине Студилиной (род. 1985).
  - Внучка — Анна Александровна Роднянская (род. 2016), дочь Александра Роднянского-младшего и Янины Студилиной.

- Дочь — Эллен Александровна Роднянская, сценарист, режиссёр, продюсер. Окончила Чикагский университет (University of Chicago, majors in history and film studies) и MFA (master of fine arts) в Cinematic School of University of Southern California.

## Жюри
- Председатель жюри Азиатско-Тихоокеанской академии в Брисбене (Австралия)
- Председатель жюри Международного кинофестиваля в Софии (Болгария)
- Председатель жюри Международного кинофестиваля «Black Nights» в Таллине (Эстония)
- Председатель жюри Международного кинофестиваля «Золотой абрикос» в Ереване (Армения)
- Председатель жюри Международного кинофестиваля в Коттбусе (Германия)
- Председатель жюри Международного кинофестиваля в Одессе (Украина)
- Председатель жюри Международного кинофестиваля «Меридианы Тихого» во Владивостоке (Россия)
- Член основного жюри Берлинского международного кинофестиваля
- Председатель жюри 4-го Московского еврейского кинофестиваля[59]
- Член жюри конкурса «Золотая камера» Каннского международного кинофестиваля

## Фильмография

### Игровое кино

#### Продюсер
- 1994 — «Певица Жозефина и мышиный народ» (реж. Сергей Маслобойщиков)
- 1995 — «Первая любовь» (реж. Роман Балаян)
- 1996 — «Тысяча и один рецепт влюблённого кулинара» (реж. Нана Джорджадзе)
- 1998 — «Две луны, три солнца» (реж. Роман Балаян)
- 1999 — «Восток-Запад» (реж. Режис Варнье)
- 2004 — «Водитель для Веры» (реж. Павел Чухрай)
- 2005 — «Солнце» (реж. Александр Сокуров)
- 2005 — «9 рота» (реж. Фёдор Бондарчук)
- 2005 — «Солдатский декамерон» (реж. Андрей Прошкин)
- 2005 — «Полумгла» (реж. Артём Антонов)
- 2006 — «Питер FM» (реж. Оксана Бычкова)
- 2006 — «Жара» (реж. Резо Гигинеишвили)
- 2007 — «18-14» (реж. Андрес Пуустусмаа)
- 2008 — «Обитаемый остров» (реж. Фёдор Бондарчук)
- 2009 — «Первая любовь» (реж. Егор Дружинин)
- 2009 — «Обитаемый остров: Схватка» (реж. Фёдор Бондарчук)
- 2010 — «Я тебя люблю» (реж. Павел Костомаров, Александр Расторгуев)
- 2011 — «В субботу» (реж. Александр Миндадзе)
- 2011 — «Елена» (реж. Андрей Звягинцев)
- 2012 — «Машина Джейн Мэнсфилд» (реж. Билли Боб Торнтон)
- 2012 — «Standing Up»[60] (реж. Ди Джей Карузо)
- 2012 — «Облачный атлас» (реж. Энди и Ларри Вачовски, Том Тыквер)
- 2013 — «Тайна перевала Дятлова» (реж. Ренни Харлин)
- 2013 — «Сталинград» (реж. Фёдор Бондарчук)
- 2013 — «Мачете убивает» (реж. Роберт Родригес)
- 2014 — «Город грехов 2: Женщина, ради которой стоит убивать» (реж. Роберт Родригес)
- 2014 — «Левиафан» (реж. Андрей Звягинцев)
- 2016 — «Дуэлянт» (реж. Алексей Мизгирев)
- 2017 — «Нелюбовь» (реж. Андрей Звягинцев)
- 2017 — «Реквием по госпоже Ю.» (реж. Боян Вулетич)
- 2018 — «Человек, который удивил всех» (реж. Наталья Меркулова, Алексей Чупов)
- 2019 — «Дылда» (реж. Кантемир Балагов)
- 2020 — «(Не)идеальный мужчина» (реж. Марюс Вайсберг)
- 2021 — «Чернобыль» (реж. Данила Козловский)
- 2021 — «Где Анна Франк?» (реж. Ари Фольман)
- 2021 — «Разжимая кулаки» (реж. Кира Коваленко)
- 2021 — «Мама, я дома» (реж. Владимир Битоков)

#### Режиссёр
- 2012 — «Безумно красивые»

#### Телесериалы
- 2000—2001 — «День рождения Буржуя» (1+1, НТВ)
- 2001 — «Кавалеры морской звезды» (СТС)
- 2003—2004 — «Бедная Настя» (СТС)
- 2004 — «33 квадратных метра» (СТС)
- 2004—2006 — «Осторожно, Задов!» (СТС)
- 2004—2009 — «Моя прекрасная няня» (СТС)
- 2004 — «Украденное счастье» (1+1)
- 2005 — «Умножающий печаль» (СТС)
- 2005—2006 — «Не родись красивой» (СТС)
- 2006—2008 — «Кто в доме хозяин?» (СТС)
- 2006 — «Громовы» (Россия)
- 2006—2007 — «Кадетство» (СТС)
- 2007—2009 — «Папины дочки» (серии 1—190) (СТС)
- 2007—2008 — «Тридцатилетние» (СТС)
- 2008—2009 — «Ранетки» (серии 1—170) (СТС)
- 2008—2009 — «Маргоша» (серии 1—130) (СТС)
- 2012 — «Белая гвардия» (Россия-1)
- 2014 — «Бесы» (Россия-1)
- 2016 — «Следователь Тихонов» (Россия-1)
- 2017—2019 — «Доктор Рихтер» (Россия-1)
- 2021 — «Седьмая симфония» (Россия-1)

### Документальное кино

#### Продюсер
- 1994 — «Гагарин, я вас любила» (реж. Валентина Руденко)
- 2004 — «Путеводитель»
- 2011 — «Да здравствуют антиподы!» (реж. Виктор Косаковский)
- 2012 — «Непал форева»[61] (реж. Алена Полунина)
- 2017 — «Назидание»[62]
- 2017 — «Андрей Звягинцев. Режиссёр» (реж. Дмитрий Рудаков)

#### Режиссёр
- 1988 — «Усталые города»
- 1989 — «Кто из нас Шая?»
- 1990 — «Миссия Рауля Валленберга»
- 1990 — «Свидание с отцом»
- 1992—1994 — «Прощай, СССР»
- 1993 — «Марш живых»
- 1994 — «Двойной агент»

## Призы и награды
Лауреат более пятидесяти международных и национальных премий в области кино и телевидения, среди которых:
- 1991 — Лауреат премии Европейской Киноакадемии «Феликс» в номинации «Лучший европейский документальный фильм» — фильм «Миссия Рауля Валленберга»
- 1991 — Гран-При МКФ Молодого кино в Валенсии — фильм «Прощай, СССР. Фильм I. Личный»
- 1992 — Лауреат премии Российской Академии кинематографических искусств «Ника» в номинации «Лучший научно-популярный фильм» — фильм «Миссия Рауля Валленберга»
- 1992 — Специальный приз жюри документального кино в Нионе (Швейцария) — фильм «Прощай, СССР. Фильм I. Личный»
- 1992 — Гран-При за лучший документальный фильм МКФ немецкого кино в Дуйсбурге
- 1993 — Специальный приз жюри фестиваля «Россия» за фильм «Марш живых»[63]
- 1994 — Номинант на премию Российской Академии кинематографических искусств «Ника» в номинации «Лучший документальный фильм» — фильм «Прощай, СССР. Фильм I. Личный»
- 1994 — Приз «Серебряный голубь» МКФ неигрового и анимационного кино в Лейпциге — фильм «Прощай, СССР. Фильм II»
- 1994 — Гран-при «Золотой кентавр» на кинофестивале «Послание к человеку» за фильм «Марш живых»[63]
- 1995 — Лауреат премии Российской Академии кинематографических искусств «Ника» в номинации «Лучший неигровой фильм» — фильм «Прощай, СССР. Фильм II»
- 1995 — Приз жюри и приз FIPRESCI международного кинофестиваля неигрового кино в Ямагате (Япония) — фильм «Прощай, СССР. Фильм II»
- 1995 — Гран-при МКФ в Страсбурге, фильм «Прощай, СССР. Фильм II»
- 1996 — Номинация на премию американской киноакадемии «Оскар» в категории «Лучший иностранный фильм» — фильм «1001 рецепт влюбленного кулинара» (режиссёр — Нана Джорджадзе)
- 2000 — Номинация на премию американской киноакадемии «Оскар» в категории «Иностранный фильм» — фильм «Восток-Запад» (режиссёр — Режис Варнье)
- 2004 — Гран-при Национальный премии «Медиа-менеджер России 2004»
- 2004 — Лауреат премии «Лавр» в номинации «Лучший документальный сериал, цикл документальных программ» за проект «„Тату“ в Поднебесной»[64]
- 2004 — Лауреат двух премий Академии российского телевидения «ТЭФИ» в номинации «Продюсер» за сериал «Бедная Настя» и в номинации «Программа для детей» за проект «Самый умный»
- 2005 — Лауреат двух премий Академии российского телевидения «ТЭФИ» в номинации «Продюсер» за сериал «Моя прекрасная няня» и в номинации «Информационно-развлекательная программа» за проект «Истории в деталях»
- 2005 — Лауреат премии «Человек года GQ» в номинации «Продюсер года»
- 2006 — Лауреат премии российской академии кинематографических искусств «Золотой орёл» в номинации «Лучший игровой фильм» — фильм «9 рота» (режиссёр Фёдор Бондарчук)
- 2006 — Лауреат премии Российской Академии кинематографических искусств «Ника» в номинации «Лучший игровой фильм» — фильм «9 рота» (режиссёр Фёдор Бондарчук)
- 2006 — Лауреат четырёх премий Академии российского телевидения «ТЭФИ» в номинации «Продюсер» за сериал «Не родись красивой», в номинации «Информационно-развлекательная программа» за проект «Истории в деталях», в номинации «Музыкальная программа» за проект «По волне моей памяти» и в номинации «Специальный проект» за музыкальный фильм «Ночь в стиле детства»
- 2007 — Лауреат премии Академии российского телевидения «ТЭФИ» в номинации «Информационно-развлекательная программа» за проект «Истории в деталях»
- 2008 — Лауреат четырёх премий Академии российского телевидения «ТЭФИ» в номинациях «Продюсер фильма/сериала» и «Ситком» за сериал «Папины дочки», в номинации «Информационно-развлекательная программа» за проект «Истории в деталях» и в номинации «Развлекательная программа: юмор» за проект «Слава богу, ты пришёл!»
- 2009 — Лауреат двух премий Академии российского телевидения «ТЭФИ» в номинации «Ситком» за сериал «Папины дочки» и в номинации «Телевизионная игра» за программу «Самый умный»
- 2010 — Лауреат премии «Клуба телепрессы» в номинации «Программа сезона» за запуск программы «Справедливость»[65]
- 2011 — Специальный приз жюри конкурсной программы «Особый взгляд» на Каннском фестивале в 2011 году
- 2011 — Лауреат премии российской академии кинематографических искусств «Золотой орёл» в номинации «Лучший игровой фильм» — «Елена» (режиссёр Андрей Звягинцев)
- 2012 — Лауреат премии «Человек года GQ» в номинации «Продюсер года»
- 2012 — Лауреат премии «Лавровая ветвь» в номинации «Лучший неигровой кинофильм» за фильм «Да здравствуют антиподы!»[66]
- 2012 — Лауреат премии «Белый слон» в номинации «Лучший документальный фильм» за фильм «Да здравствуют антиподы!»[67]
- 2012 — Лауреат премии фестиваля «Россия» в номинации «Главный приз» за фильм «Да здравствуют антиподы!»[68]
- 2013 — Лауреат премии российской академии кинематографических искусств «Золотой орел» в номинации «Лучший телефильм или мини-сериал (до 10 серий включительно)» — «Белая гвардия» (режиссёр Сергей Снежкин)
- 2014 — Приз за лучший сценарий 67-го Каннского кинофестиваля — фильм «Левиафан» (режиссёр Андрей Звягинцев)
- 2015 — Премия «Золотой глобус» за «Лучший фильм на иностранном языке» — фильм «Левиафан» (режиссёр Андрей Звягинцев)
- 2015 — Лауреат премии российской академии кинематографических искусств «Золотой орёл» в номинации «Лучший телефильм или мини-сериал (до 10 серий включительно)» — «Бесы» (режиссёр Владимир Хотиненко)
- 2017 — Приз жюри 70-го Каннского кинофестиваля — фильм «Нелюбовь» (режиссёр Андрей Звягинцев)
- 2018 — Премия «Сезар» за «Лучший иностранный фильм» — «Нелюбовь» (режиссёр Андрей Звягинцев)
- 2019 — Приз за лучшую режиссуру в программе «Особый взгляд» на Каннском кинофестивале в 2019 году — фильм «Дылда» (режиссёр Кантемир Балагов)
- 2019 — Приз ФИПРЕССИ на Каннском кинофестивале в 2019 году — фильм «Дылда» (режиссёр Кантемир Балагов)

## Литературные произведения
- Александр Роднянский — Выходит продюсер — Москва: Манн, Иванов и Фербер, 2022—400 стр. — ISBN 978-5-00-195174-2